# Contratación del sector público (España)
La contratación del sector público, en España, es la actividad que comprende la preparación, adjudicación, efecto, cumplimiento y extinción de aquellos contratos onerosos en los que al menos una de las partes sea persona jurídico-pública o, en general, una entidad del sector público.
La Constitución atribuye al legislador estatal la legislación básica sobre contratación pública, permitiendo que las comunidades autónomas desarrollen tal normativa. Los contratos del sector público reciben así su regulación esencial en el Texto Refundido de la Ley de Contratos del Sector Público, aprobado por Real Decreto Legislativo 3/2011, de 14 de noviembre, hasta la entrada en vigor, el 9 de marzo de 2018 de la Ley 9/2017, de 8 de noviembre, de Contratos del Sector Público, por la que se transponen al ordenamiento jurídico español las Directivas del Parlamento Europeo y del Consejo 2014/23/UE y 2014/24/UE, de 26 de febrero de 2014.
La finalidad de dicha Ley de Contratos es regular la contratación del sector público, garantizando los principios de libre acceso a la licitación; los principios de publicidad y transparencia del procedimiento de contratación; y el principio de igualdad de trato. Asimismo, se busca la aplicación del principio de eficiencia en el gasto público, de manera que se exige la definición previa de la necesidad a cubrir, la competencia entre los licitadores, y la selección de la oferta económicamente más ventajosa.
Un elemento destacado de la nueva Ley de Contratos del Sector Público, es la implantación de la tramitación electrónica de la contratación, estableciéndola como obligatoria, en los términos que en ella se señalan, desde su entrada en vigor, anticipándose, por tanto, a los plazos previstos a nivel comunitario. Destaca la obligación de comunicarse de forma electrónica entre la Administración y los licitadores, de presentar las proposiciones económicas por medios electrónicos y de realizar la publicidad de los trámites que se realizan en la contratación electrónica a través del perfil del contratante de cada órgano de contratación. Todo lo cual se puede realizar a través de la Plataforma de Contratación del Sector Público que ha sido creada para ello.

## Ámbito de aplicación
La Ley de Contratos del sector público define su ámbito de aplicación sobre la base de la concurrencia de un ámbito objetivo y un ámbito subjetivo. De esta manera, se toma como referencia las características del contrato y muy especialmente, los sujetos que celebran tales contratos.

### Ámbito objetivo
El régimen de contratación se aplicará sobre los contratos onerosos, los contratos subvencionados y los contratos de obras celebrados por los concesionarios de obras públicas con otros particulares. Tales contratos habrán de celebrarse por entes, organismos y entidades comprendidos en el ámbito subjetivo descrito en el propio Texto.

### Ámbito subjetivo

#### Clasificación legal
El ámbito subjetivo de la contratación establece una relación de entidades, entes y organismos que se entienden comprendidos en el Sector Público, y dentro de él, aquellos que se consideran Administraciones Públicas. Ambas categorías responden a una división basada en la Ley General Presupuestaria. Al margen, se incluye una tercera categoría denominada "poderes adjudicadores", que responde al criterio impuesto por el Derecho comunitario.
De esta manera, la clasificación legal del ámbito subjetivo divide los sujetos sobre los que aplica la Ley de Contratos del Sector Público en las siguientes categorías:
- Sector público:
  - La Administración General del Estado, las Administraciones autonómicas y los Entes que integren la Administración Local.
  - Las entidades gestoras y los servicios comunes de la Seguridad Social.
  - Los organismos autónomos, las entidades públicas empresariales, las Universidades Públicas, las Agencias Estatales y cualesquiera entidades de derecho público con personalidad jurídica propia vinculadas a un sujeto que pertenezca al sector público o dependientes del mismo, incluyendo las llamadas Administraciones independientes.
  - Las sociedades mercantiles en cuyo capital social la participación, directa o indirecta, de entidades del sector público sea superior al 50 %.
  - Los consorcios dotados de personalidad jurídica propia.
  - Las fundaciones que se constituyan con aportación mayoritaria, directa o indirecta, de entidades integradas en el sector público, o cuyo patrimonio fundacional esté formado en más de un 50 % por bienes o derechos aportados o cedidos por dichas entidades.
  - Las Mutuas de Accidentes de Trabajo y Enfermedades Profesionales de la Seguridad Social.
  - Entes, organismos o entidades con personalidad jurídica propia, que hayan sido creados específicamente para satisfacer necesidades de interés general sin carácter industrial o mercantil, siempre que un sujeto perteneciente al sector público financie mayoritariamente su actividad, controle su gestión, o nombre a más de la mitad de los miembros de su órgano de administración, dirección o vigilancia.
  - Las asociaciones constituidas por los entes, organismos y entidades anteriores.

- Administraciones Públicas:
  - La Administración General del Estado, las Administraciones autonómicas y los Entes que integren la Administración Local.
  - Las entidades gestoras y los servicios comunes de la Seguridad Social.
  - Los Organismos autónomos.
  - Las Universidades Públicas.
  - Las Administraciones independientes.
  - Las entidades de derecho público vinculadas a una o varias Administraciones Públicas cuya actividad principal no consista en la producción en régimen de mercado de bienes y servicios destinados al consumo, o que efectúen operaciones de redistribución de la renta y de la riqueza nacional, en todo caso sin ánimo de lucro.
  - Las entidades de derecho público vinculadas a una o varias Administraciones Públicas que no se financien mayoritariamente con ingresos obtenidos como contrapartida a la entrega de bienes o a la prestación de servicios.

- Poderes adjudicadores:
  - Las Administraciones Públicas.
  - Las organizaciones, entes o entidades que hayan sido creados específicamente para satisfacer necesidades de interés general que no tengan carácter industrial o mercantil, siempre que uno o varios sujetos que deban considerarse poder adjudicador financien mayoritariamente su actividad, controlen su gestión, o nombren a más de la mitad de los miembros de su órgano de administración, dirección o vigilancia.
  - Las asociaciones constituidas por los entes, organismos y entidades anteriores.

#### Clasificación doctrinal
Esa triple división formal se complementa con la clasificación realizada por la doctrina, en los llamados círculos concéntricos sobre los que se aplica de forma más o menos intensa la regulación exorbitante de la Ley de Contratos del Sector Público. De esta manera, existirían tres círculos concéntricos, el menor de los cuales correspondería a las Administraciones Públicas; el intermedio correspondería a los poderes adjudicadores; y el exterior incluiría el resto de personas jurídicas del sector público. De esta manera, toda Administración Pública se considera poder adjudicador y sector público, pese a que no toda entidad del sector público puede considerarse poder adjudicador, y no todo poder adjudicador puede considerarse Administración Pública.

## Clases de contratos
La Ley de Contratos del Sector Público realiza una clasificación de los distintos contratos en función de los sujetos contratantes y el objeto del contrato, procediendo así con una distinción fundamental entre contratos administrativos y contratos privados. Tal distinción tiene relevancia de cara al régimen jurídico aplicable, y a la jurisdicción competente para conocer de los asuntos que suscite.

### Contratos administrativos
Los contratos administrativos habrán de ser necesariamente celebrados por entidades, entes u organismos pertenecientes a la categoría de Administración Pública, de acuerdo con el ámbito subjetivo antes mencionado.
No obstante, la Ley de Contratos también exige el cumplimiento de diversos requisitos objetivos para que el Contrato pueda ser calificado como administrativo. En función de tales rasgos objetivos, los contratos administrativos se clasifican a su vez en típicos, mixtos y especiales.

#### Contratos administrativos típicos
La Ley establece expresamente una serie de tipos de contrato celebrado por las Administraciones Públicas, regulando las características esenciales de cada uno de ellos. De esta manera, son contratos típicos:
- Los contratos de obras.
- Los contratos de concesión de obras públicas.
- Los contratos de gestión de servicios públicos.
- Los contratos de suministro.
- Los contratos de servicios.
- Los contratos de colaboración entre el sector público y el sector privado.

Se consideran típicos porque se ajustan a los tipos regulados con detalle en la Ley, y salvo excepciones, son las figuras que tradicionalmente se han ajustado al concepto de contrato público por excelencia.
El régimen jurídico aplicable a la preparación, adjudicación, efectos y extinción de los contratos administrativos típicos será el contemplado en la Ley de Contratos del sector público, actuando como supletorio el Derecho administrativo, y en defecto de ambos, el Derecho privado.
Por otra parte, la Jurisdicción Contencioso-Administrativa será competente para el conocimiento y resolución de lo relativo a la preparación, adjudicación, cumplimiento, efectos y extinción de los contratos administrativos.

#### Contratos administrativos mixtos
Los contratos administrativos mixtos son una subcategoría de los contratos administrativos, caracterizados por contener prestaciones propias de varios tipos de contrato administrativo. Existiendo diversidad de normas aplicables para su adjudicación, se estará a la regulación de la prestación que dentro del contrato tenga un contenido económico mayor.
La incidencia de los contratos mixtos en la contratación del sector público es abundantísima. Sirva de ejemplo la instalación de un sistema de aire acondicionado, que incluya el montaje (contrato de obras), el propio aparato (contrato de suministro) y la asistencia técnica posterior (contrato de servicios).

#### Contratos administrativos especiales
Los contratos administrativos especiales, también conocidos como contratos atípicos, son aquellos que se vinculan al giro o tráfico específico de la Administración Pública contratante; o bien, aquellos que satisfagan directa e inmediatamente una finalidad pública que sea competencia de la Administración contratante.
Su régimen jurídico estará determinado por su regulación específica, y subsidiariamente, la Ley de Contratos del Sector Público. Supletoriamente, aplicará el resto de normas de Derecho administrativo, y en su defecto, las normas del Derecho privado.
De nuevo, la Jurisdicción Contencioso-Administrativa será competente para el conocimiento y resolución de lo relativo a la preparación, adjudicación, cumplimiento, efectos y extinción de los contratos administrativos especiales o atípicos.

### Contratos privados
Son contratos privados los celebrados por organismos, entes o entidades del sector público que no sean considerados Administración Pública conforme al ámbito subjetivo antes descrito. Así mismo, también tendrán la consideración de contratos privados los celebrados por Administración Pública cuando pertenezcan a la categoría 6 del Anexo II de la Ley de Contratos; a los contratos de creación o interpretación artística de la categoría 26 del Anexo II; las suscripciones a revistas, boletines, publicaciones periódicas y bases de datos; y finalmente, una importantísima categoría residual, referente a todos aquellos contratos que no cumplan los requisitos objetivos para ser considerados contratos administrativos, que por ello tendrán la consideración de contratos privados.
El régimen jurídico de los contratos privados se basa en la doctrina de los actos separables. De esta manera, la preparación y adjudicación se regirán por lo dispuesto en la Ley de Contratos del Sector Público, supletoriamente por el Derecho administrativo, y en su defecto, por el Derecho privado; mientras que sus efectos y extinción se regirán por el Derecho privado.
Respecto a la jurisdicción competente para conocer de las cuestiones que susciten los contratos privados, hay que señalar que de nuevo se aplica la doctrina de los actos separables, correspondiendo a la Jurisdicción Contencioso-Administrativa el enjuiciamento de la preparación y adjudicación de los contratos privados.Por otra parte, los efectos, el cumplimiento y la extinción de los contratos privados celebrados por Administración Pública se enjuiciará por la Jurisdicción Civil. También conocerá el Orden Civil de los litigios que surjan en relación a la preparación, adjudicación, cumplimiento, efectos y extinción de los contratos privados celebrados por entes, entidades u organismos del sector público que no tengan la consideración de Administración Pública.

### Contratos menores
Aunque en rigor no son una clase de contrato, conviene hacer una pequeña mención a los llamados contratos menores. Pueden ser contratos administrativos o privados, y su expediente solo requiere la aprobación del gasto y la incorporación de la factura correspondiente.No podrán tener una duración superior a un año, ni exceder determinadas cuantías. En cuanto a su procedimiento, serán adjudicados directamente a cualquier empresario que reúna capacidad de obrar y la habilitación profesional requerida.
Las cuantías que no pueden superar son:
- 40.000 euros, en el caso de contratos de obras
- 15.000 euros, en el resto de contratos

Hay una posible excepción referida a suscripciones (revistas, publicaciones o bases de datos).

### Contratos sujetos a regulación armonizada
Los contratos sujetos a regulación armonizada, conocidos como contratos SARA, son figuras procedentes del derecho de la Unión Europea, que cuentan como requisito subjetivo esencial la contratación por parte de un ente, entidad u organismo que sea considerado poder adjudicador, conforme a las reglas antes vistas respecto al ámbito subjetivo.
En cuanto a sus requisitos objetivos, el contrato SARA deberá consistir en:
- Contratos de colaboración entre el sector público y el sector privado.
- Contratos de obras y de concesión de obras públicas cuyo valor estimado sea igual o superior a cierto importe.
- Contratos de suministro cuyo valor estimado sea igual o superior a determinadas cuantías.
- Contratos de servicios incluidos en las categorías 1 a 16 del Anexo II de la Ley de Contratos, cuyo valor estimado sea igual o superior a determinada suma.
- Contratos subvencionados.

También se mencionan una serie de contratos que quedarán excluidos de la regulación armonizada, entre los que cabe destacar los de investigación y desarrollo remunerados íntegramente por el órgano de contratación, siempre que sus resultados no se reserven para su utilización exclusiva por éste en el ejercicio de su actividad propia, los del sector de defensa o los de producción de programas destinados a la radiodifusión (art. 13 ley 30/2007).
En todo caso, la jurisdicción competente para conocer de los litigios que se susciten en torno a los contratos sujetos a regulación armonizada será la Contencioso-Administrativa.

### Contratos excluidos
La Ley de Contratos del Sector Público enumera una serie de relaciones jurídicas que no se han de regir por dicha Ley. De esta manera, no se aplicará en las relaciones laborales o estatutarias del empleado público; en los servicios gestionados directamente por la Administración Pública; en los convenios de colaboración; en los acuerdos y convenios con entidades de Derecho Internacional; en los contratos de suministros relativos a actividades mercantiles, comerciales, financieras, industriales o análogas de organismos de Derecho Público dependientes de una Administración; en los contratos de arbitraje y conciliación; en los relativos a la compraventa de valores, a los servicios prestados por el Banco de España y a las operaciones financieras que se realicen para satisfacer necesidades presupuestarias públicas; en la entrega de bienes o prestación de servicios por entes del sector público; en las encomiendas de gestión; y en las autorizaciones y concesiones sobre bienes de dominio público.
El régimen jurídico de dicha enumeración de relaciones jurídicas corresponderá a las normas especiales que regulen cada una de ellas. No obstante, los principios contenidos en la Ley de Contratos del Sector Público suplirán las lagunas que en las regulaciones especiales puedan producirse.

## Características comunes
El Título I del Libro I del Texto Refundido de la Ley de Contratos del Sector Público está dedicado a regular una serie de características comunes a todo contrato celebrado por el sector público. Se regula así la necesidad e idoneidad del contrato, así como sus plazos y prórrogas. Se establece el principio de libertad de pactos, así como el contenido mínimo contractual. La Ley también regula la perfección, forma, fiscalización y estadística de los contratos, así como su régimen de invalidez.

### Necesidad e idoneidad
El principio de necesidad implica que la contratación pública solo puede responder a la satisfacción de una necesidad relativa a los fines de interés general que persiga el ente, entidad u organismo del sector público en cuestión. Consecuencia lógica de este planteamiento es el requisito de idoneidad del contrato para la satisfacción de la necesidad. Ambas cuestiones habrán de ser definidas con precisión en la documentación que se elabore durante la fase de preparación del procedimiento de contratación.

### Duración y prórrogas
Los plazos de duración de los contratos dependerán de la naturaleza de sus prestaciones y de su financiación. Por principio, se establece la necesidad de someter a concurrencia periódica las prestaciones que necesite satisfacer el sector público, rechazándose así los contratos de duración excesiva.
También podrán establecerse prórrogas, cuando así lo estipule expresamente el contrato. Se requiere, no obstante, que sus características permanezcan inalterables durante el periodo de prórroga; así como que dichas prórrogas ya hubieran sido contempladas en la concurrencia para la adjudicación del contrato.

### Libertad de pactos
El principio de libertad de pactos implica que en los contratos del sector público podrán incluirse todas aquellas cláusulas, condiciones y pactos que se consideren convenientes. Los límites a la libertad de pactos están configurados por la prohibición de contrariar el interés público, el Ordenamiento Jurídico, o los llamados principios de buena administración.
Otro límite expreso a la libertad de pactos es el relacionado con la elaboración de contratos mixtos, en los que se fusionan prestaciones relativas a diversos tipos contractuales. En tal caso, se sigue el principio de unidad funcional, de manera que las distintas prestaciones habrán de guardar entre sí un vínculo de complementariedad que permita considerarlas como una sola unidad.

### Contenido mínimo del contrato
La Ley de Contratos del Sector Público establece que dichos contratos habrán de tener un contenido mínimo, que sólo podrá obviarse cuando ya esté contenido en los pliegos. Dicho contenido consiste en:
- La identificación de las partes contratantes.
- La acreditación de la capacidad de los firmantes.
- La definición del objeto del contrato.
- La legislación aplicable.
- Los documentos que integran el contrato.
- El precio cierto, o un modo de determinarlo.
- La duración, y en su caso, las prórrogas.
- Las condiciones de recepción, entrega o admisión de las prestaciones.
- Las condiciones del pago.
- Los supuestos de resolución del contrato.
- La referencia al crédito presupuestario, programa o rúbrica contable con la que satisfacer el precio.
- La extensión objetiva y temporal del eventual deber de confidencialidad.

### Perfección
Los contratos que celebren los poderes adjudicadores se perfeccionan con su formalización. Los contratos subvencionados que deban considerarse sujetos a regulación armonizada se perfeccionarán de conformidad con la legislación por la que se rijan. Las partes deberán notificar su formalización al órgano que otorgó la subvención.

### Forma
Salvo que se trate de un procedimiento de emergencia, los contratos del sector público no podrán celebrarse verbalmente. De igual manera, la formalización de los contratos administrativos recibe un régimen específico (documento administrativo antes de diez días desde notificación de la adjudicación definitiva), respetando también las particularidades del procedimiento de tramitación de los contratos menores.

### Fiscalización
Con objeto de permitir la fiscalización de la contratación del sector público, se dará un plazo de tres meses en los que habrá de remitirse al Tribunal de Cuentas (o su equivalente autonómico) un extracto del expediente de contratación, así como una copia certificada del documento de formalización del contrato. Ello es así, siempre que la cuantía del contrato exceda de 600.000 euros, tratándose de obras, concesiones de obras públicas, gestión de servicios públicos y contratos de colaboración entre el sector público y el sector privado; de 450.000 euros, tratándose de suministros, y de 150.000 euros, en los de servicios y en los contratos administrativos especiales.
Así mismo, se exige la comunicación al Tribunal de Cuentas (o equivalente autonómico) de las modificaciones, prórrogas, variaciones de precios, nulidad y extinción normal o anormal de los contratos.

### Estadística
Con el fin de recopilar los datos estadísticos relativos a la contratación pública, también se da un plazo de tres meses para que el órgano de contratación remita la información antes mencionada respecto al Tribunal de Cuentas, así como la que reglamentariamente se determine, a la Junta Consultiva de Contratación Administrativa del Estado.

### Invalidez
La invalidez de los contratos celebrados por Administraciones Públicas y de los contratos SARA se producirá si sus actos preparatorios o su adjudicación (provisional o definitiva) fueran inválidos acorde a las causas de Derecho administrativo y de Derecho civil mencionadas a continuación.
Respecto a las causas de invalidez de Derecho administrativo, la Ley de Contratos del sector público distingue entre la anulabilidad y la nulidad. Esta última comparte las causas nulidad establecidas en el artículo 47.1 de la Ley 39/2015 referentes a los actos administrativos(lesión de Derechos Fundamentales, autoridad manifiestamente incompetente, omisión de procedimiento, contenido imposible, etc).La Ley de Contratos del Sector Público añade otras causas de nulidad absoluta relacionadas con el adjudicatario (falta de capacidad de obrar; falta de solvencia económica y financiera, solvencia técnica y profesional -véanse más abajo-, debidamente acreditada; o la incurrencia en alguna de las prohibiciones para contratar).Finalmente, la Ley menciona como causa de nulidad la derivada de la carencia o insuficiencia de crédito para satisfacer el precio del contrato.
Continuando con las causas de invalidez de Derecho administrativo, hay que mencionar las causas de anulabilidad del contrato, entre las que deben incluirse cualquier vulneración de las normas del Ordenamiento Jurídico, incluyendo también la desviación de poder, consistente en la aplicación de la norma con fines distintos a los perseguidos por la propia norma.
Pese a su diferente régimen jurídico, la nulidad o anulabilidad de los actos preparatorios o de adjudicación puede desembocar en la declaración de nulidad de dichos actos. Los efectos de esa declaración de nulidad sobre el acto concreto se extienden sobre la totalidad del contrato, que entrará en fase de liquidación. Por lo tanto, habrán de restituirse las prestaciones recibidas, y de no ser posible, reembolsarse su valor. Igualmente, la parte culpable podrá quedar obligada a indemnizar daños y perjuicios. En lo referente a la nulidad o anulabilidad de actos distintos a los preparatorios o de adjudicación, la declaración de nulidad solo se extenderá sobre el mismo acto nulo o anulable, y sus consecuencias.
Finalmente, las causas de invalidez de Derecho civil de los actos preparatorios o de adjudicación (de los contratos de Administración Pública y de los contratos SARA) se sujetarán a los requisitos y plazos de ejercicio de las acciones establecidas en el ordenamiento civil. No obstante, el procedimiento para hacerlas valer se someterá a lo previsto [...] para los actos y contratos administrativos anulables

## Requisitos del contratista
Podrán celebrar contratos con el sector público las personas naturales o jurídicas con plena capacidad de obrar, que no incurran en prohibición alguna, y que cumplan los requisitos de solvencia o clasificación establecidos.

### Capacidad de obrar
Para celebrar contratos con el sector público, se exige la plena capacidad de obrar de la persona, de acuerdo con las disposiciones de la Ley de Enjuiciamiento Civil. En el caso de las personas jurídicas, se exige además que la prestación del contrato se halle dentro de sus fines, su objeto y su ámbito estatutario. Por otra parte, en el caso de que se trate de una empresa comunitaria, bastará con que cumpla los requisitos de capacidad exigidos en su legislación nacional.

### Prohibiciones
La prohibición para contratar es una figura que atribuye al cumplimiento de un supuesto de hecho, unos efectos consistentes en la imposibilidad de ser parte del contrato en cuestión. El Texto Refundido de la Ley de Contratos del Sector Público establece dos listas, donde enumera las prohibiciones para contratar con el sector público, y las prohibiciones para contratar con la Administración Pública.

#### Prohibiciones del sector público
No se podrá contratar con entes, entidades u organismos del sector público cuando se incurra en alguno de los siguientes supuestos:
- Haber sido condenado (mediante sentencia firme) por asociación ilícita, tráfico de influencias, cohecho, fraude, delito contra la Hacienda Pública, delito contra la Seguridad Social, etc.
- Haber solicitado declaración de concurso de acreedores, hallarse en procedimiento concursal, haberse declarado insolvente, sufrir una inhabilitación concursal, etc.
- Haber sido sancionado por infracción grave en materia de disciplina de mercado, o haber sido sancionado por infracción muy grave en materia social.
- No estar al corriente del pago de las obligaciones tributarias o de la Seguridad Social.
- Incurrir en falsedad en su declaración de capacidad, solvencia o declaración responsable.
- Incurrir en conflicto de intereses, incompatibilidad de altos cargos, o cargos electos.
- Haber contratado persona que incurra en conflicto de intereses.

#### Prohibiciones de las Administraciones Públicas
Sin perjuicio de las prohibiciones anteriores (las Administraciones Públicas forman parte del sector público), no se podrá contratar con Administraciones Públicas cuando se incurra en alguno de los siguientes supuestos:
- Haber sido declarado culpable de la resolución firme de un contrato con la Administración Pública.
- Haber infringido la prohibición para contratar con las Administraciones Públicas.
- Haber sufrido sanción administrativa que le prohiba contratar con las Administraciones Públicas.
- Haber retirado indebidamente su proposición o candidatura en un procedimiento de contratación anterior; o haber imposibilitado la adjudicación definitiva a su favor, mediando dolo, culpa o negligencia.
- Haber cometido una infracción grave de las condiciones especiales de ejecución de un contrato anterior, interviniendo dolo, culpa o negligencia.

### Solvencia
Los requisitos mínimos de solvencia económica y financiera, solvencia técnica y profesional son establecidos previamente por el órgano de contratación siguiendo el principio de proporcionalidad con el objeto del contrato. Según disponga la Ley, este requisito puede ser sustituido por el de clasificación.

#### Clasificación de empresas (Clasificación de contratistas del estado)
La clasificación es una figura que reconoce una determinada solvencia al contratista, siendo independiente del procedimiento de contratación.
Los contratos podrán dividirse en grupos y subgrupos, en función de su naturaleza. A su vez, podrán dividirse en categorías, en función de su cuantía. En el mismo sentido, la clasificación de empresas se hará acorde a su solvencia, y según su distinta clasificación, podrán concurrir a contratos de grupos, subgrupos y categorías determinados.
No requerirán clasificación las empresas comunitarias que no sean españolas, ni aquellas que reciban autorización expresa del Consejo de Ministros, previo informe de la Junta Consultiva de Contratación Administrativa del Estado.
En todo caso, la clasificación se inscribirá de oficio en el Registro Oficial de Licitadores y Empresas Clasificadas del estado (ROLECE).
La Clasificación de contratistas solo se exigirá para las siguientes clases de contratos, celebrados por las Administraciones Públicas (v. art. 65.1 RDL 3/2011):
- Obras, de valor estimado igual o superior a 500.000 euros;
Las entidades del sector público que no sean Administración Pública podrán exigir una determinada clasificación a los licitadores.
El artículo 70.2 del texto refundido de la Ley de Contratos del Sector Público establece que para la conservación de la clasificación deberá justificarse anualmente el mantenimiento de la solvencia económica y financiera y, cada tres años, el de la solvencia técnica y profesional.

## Procedimiento de contratación
El procedimiento descrito en el presente epígrafe responde exclusivamente a la contratación por ente, entidad u organismo con la categoría de Administración Pública. Para las entidades sujetas a la Ley distintas de las Administraciones Públicas, la Ley solo hace mención a los contratos SARA celebrados por poderes adjudicadores (entre otros), previendo la posibilidad de que contengan prescripciones técnicas; y estableciendo, en ciertas cuantías superiores la necesidad de que contengan Pliegos con las características básicas del contrato, el régimen de admisión de variantes, las modalidades de recepción de las ofertas, los criterios de adjudicación y las garantías.

### Preparación
El procedimiento para la celebración de contratos por las Administraciones Públicas comienza con la tramitación del expediente de contratación. La iniciación de dicho expediente corresponde al órgano de contratación.
El contenido mínimo del expediente incluye los siguientes aspectos:
- Motivación: Necesidades a satisfacer, e idoneidad del objeto del contrato para satisfacerlas.
- Pliegos de cláusulas administrativas y prescripciones técnicas.
- Certificado que acredite la existencia del crédito necesario para satisfacer el precio del contrato.
- Fiscalización previa favorable de la Intervención.
- Justificación del procedimiento escogido.
- Criterios de adjudicación.

La Ley de contratos plantea tres formas de tramitación del procedimiento de contratación: Ordinaria, urgente y de emergencia.

#### Tramitación ordinaria
La tramitación ordinaria se ciñe a las características preparatorias ya mencionadas, siendo la forma de tramitación por la que la Ley de Contratos pretende conducir la mayoría de los contratos celebrados por la Administración Pública. La regulación incluye un procedimiento específico para los contratos menores, ya mencionados.
Una vez completado el expediente, el órgano de contratación dicta resolución motivada por la que acuerda su aprobación y la apertura del procedimiento de adjudicación.

#### Tramitación urgente
El órgano de contratación podrá incorporar al expediente una declaración de urgencia, motivada en una necesidad inaplazable o cuya adjudicación sea preciso acelerar por razones de interés público.
La tramitación urgente es una forma derivada de la tramitación ordinaria, que contiene particularidades como la preferencia en su despacho, la reducción de la mayoría de sus plazos a la mitad, no pudiéndose iniciar la ejecución del contrato sin la previa formalización del mismo (v. art. 156.5 del RDL 3/2011).
Finalmente, si transcurre un plazo de 15 días desde que se notifica la adjudicación definitiva sin que se haya iniciado la ejecución, podrá resolverse el contrato. Ello sin perjuicio de que el retraso sea ajeno a las partes, en cuyo caso, el órgano contratante podrá dictar resolución motivada, evitando la posible resolución del contrato.

#### Tramitación de emergencia
La tramitación de emergencia es una forma extraordinaria de celebrar contratos, basada en la necesidad de actuar sin demora ante situaciones catastróficas o de grave riesgo para la seguridad pública.
Se trata de un sistema que prescinde de todo tipo de formalismos y permite una contratación inmediata, planteando un sistema de control a posteriori de tales contratos. El órgano contratante, sin tramitar expediente ni formalidad alguna, y aun careciendo de crédito, pasa directamente a acordar la ejecución del objeto del contrato. Como límite, se volverá a la tramitación ordinaria si la ejecución no empieza en el plazo de un mes desde que se dictó dicho acuerdo.

### Adjudicación
En los procedimientos ordinarios y urgentes, la aprobación del expediente supone la apertura del procedimiento de adjudicación.Existen cinco procedimientos de adjudicación: abierto, restringido, negociado, diálogo competitivo y concurso de proyectos. Por regla general, se utilizará el procedimiento abierto o el procedimiento restringido

#### Procedimiento abierto
El procedimiento abierto se caracteriza por permitir que cualquier empresario pueda presentar una proposición y convertirse en licitador del contrato, no permitiéndose la negociación de los términos contractuales.

#### Procedimiento restringido
El procedimiento restringido exige que, antes del anuncio de licitación, el órgano contratante establezca unos criterios objetivos de solvencia, sobre la base de los cuales, seleccionará a un mínimo de 5 candidatos que podrán presentar proposiciones.Al igual que en el procedimiento abierto, no se permite la negociación entre licitadores y órgano de contratación de los términos contractuales.

#### Procedimiento negociado
El procedimiento negociado es aplicable en supuestos expresamente tasados, donde el órgano de contratación efectúa consultas con diversos contratos, negociando sus condiciones con los licitadores.
Dado que se trata de un procedimiento en el que existe cierto riesgo para los principios de contratación (arbitrariedad, ineficiencia del gasto público), no sólo se exige el cumplimiento de alguno de los supuestos de hecho previsto en la Ley, sino que también requiere solicitar ofertas a un mínimo de tres empresas capacitadas.De igual manera, se prohíbe cualquier trato discriminatorio o que pueda dar ventajas a alguno de los licitadores.

#### Diálogo competitivo
El diálogo competitivo es un procedimiento pensado para la celebración de contratos de una complejidad tal, que el órgano de contratación no puede definir con claridad los medios requeridos para satisfacer sus necesidades.
En tales casos, el órgano de contratación selecciona a un grupo de candidatos de entre las solicitudes recibidas, para dirigir un diálogo entre ellos conducente a discernir una o varias opciones posibles, y a establecer las bases para que dichos candidatos presenten sus ofertas.

#### Concurso de proyectos
El concurso de proyectos es un procedimiento dedicado a la obtención de planos o proyectos, principalmente en los campos de la arquitectura, el urbanismo, la ingeniería y el procesamiento de datos. Tras la licitación, un Jurado independiente emite un dictamen con el proyecto o proyectos seleccionados.
Tras ello, el órgano de contratación adjudicará el contrato. Si la decisión del órgano de contratación se separa del dictamen del Jurado, habrá de incluirse la correspondiente motivación.
En los contratos sujetos a regulación armonizada se prescindirá del informe sobre reciprocidad en relación con las empresas
de Estados signatarios del Acuerdo sobre Contratación Pública de la Organización Mundial de Comercio (Ronda de Uruguay).

## Tribunal Administrativo Central de Recursos Contractuales
Se trata de un tribunal administrativo de carácter especial ante el que se pueden plantear, potestativamente, los recursos administrativos que interpongan los particulares contra los actos de las entidades públicas dentro de los procesos de adjudicación de los contratos del sector público en lo que se conoce como recurso contractual, en el proceso de adaptación al derecho comunitario.
En el ámbito de las comunidades autónomas, éstas tienen dos posibilidades, o bien creaban un tribunal de contratación propio o como alternativa podían atribuir la competencia para la resolución de estos recursos al Tribunal Administrativo Central de Recursos Contractuales, a través del correspondiente convenio con la Administración del Estado.
Así, en el caso de aquellas Comunidades en las que llevan un tiempo funcionando, se han revelado altamente eficaces y útiles. Estas han sido:
Tribunal Administrativo de Recursos Contractuales de la Junta de Andalucía
Tribunal Administrativo de Contratos Públicos de Aragón 
Tribunal Administrativo de Contratos Públicos de la Comunidad Autónoma de Canarias
Tribunal Catalán de Contratos del Sector Público
Órgano Administrativo de Recursos Contractuales de la Comunidad Autónoma de Euskadi
Tribunal Administrativo de Recursos Contractuales de Extremadura
Tribunal Administrativo de Contratación Pública de la Comunidad Autónoma de Galicia
Tribunal Administrativo de Contratación Pública de la Comunidad de Madrid
Tribunal Administrativo de Contratos Públicos de Navarra

## Tribunal Administrativo de Recursos Contractuales de Castilla y León
El Tribunal Administrativo de Recursos Contractuales de Castilla y León (TARCCYL) se crea mediante Ley de las Cortes de Castilla y León 1/2012, de 28 de febrero, como órgano administrativo competente para el conocimiento y resolución de los recursos especiales en materia de contratación y de las cuestiones de nulidad contractual de acuerdo con la normativa de Contratos del Sector Público, en el ámbito de los procedimientos de contratación de los poderes adjudicadores incluidos en el ámbito subjetivo de la Ley 3/2001, de 3 de julio, del Gobierno y de la Administración de la Comunidad de Castilla y León, y los Organismos Públicos y demás entidades dependientes o vinculadas a ella, las Universidades, así como las Entidades Locales de Castilla y León y sus entes dependientes.
El Tribunal, constituido el 27 de marzo de 2012, tiene su sede en Plaza de la Catedral, 5, 49001 Zamora, debiendo el Consejo Consultivo de Castilla y León proveer al Tribunal Administrativo de Recursos Contractuales de Castilla y León, para el ejercicio de las funciones que tiene encomendadas, de los necesarios medios materiales y personales con cargo a su presupuesto.
A partir de esta fecha, el Tribunal está integrado por un Presidente, que lo será el Presidente del Consejo Consultivo de Castilla y León, Mario Amilivia González, y los otros dos Vocales, que lo serán los demás Consejeros Electivos del Consejo Consultivo de Castilla y León, José Ignacio Sobrini Lacruz y Francisco Ramos Antón, actuando como secretario del órgano, que no tendrá carácter de miembro del mismo, un funcionario del Consejo Consultivo de Castilla y León a propuesta de su Presidente, Luis Fco. Gracia Romero.